# Kesklinn
Kesklinn (Centro Città) è uno degli otto distretti amministrativi (in estone: Linnaosa) di Tallinn, la capitale dell'Estonia.

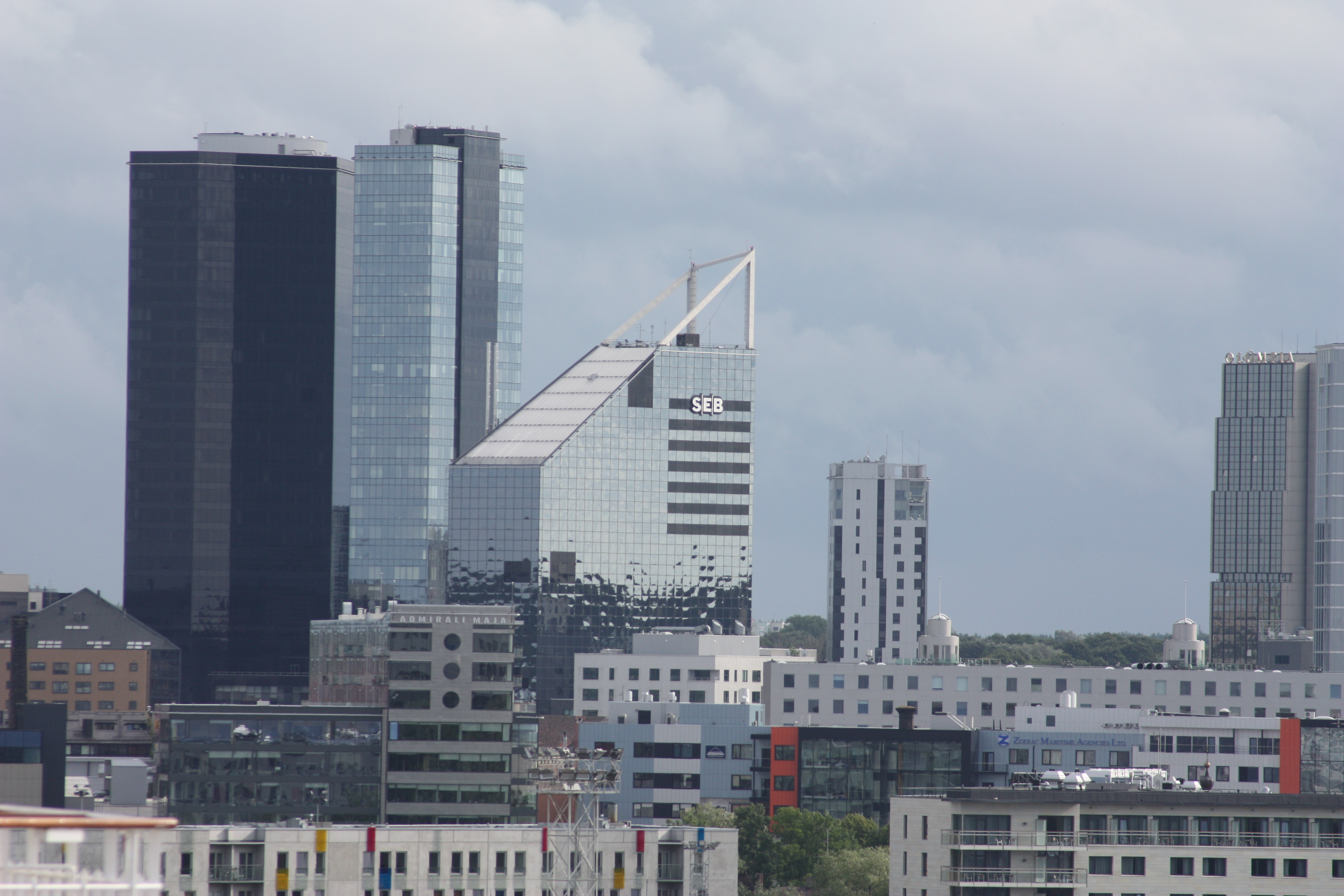
Panorama di Kesklinn, il centro degli affari di Tallinn.

## Posizione
È situato nella Baia di Tallinn e delimitato a nord-ovest dal distretto di Põhja, ad ovest dal distretto di Kristiine, a sud-ovest da Nõmme, e verso est da Lasnamäe e Pirita, e a sud dal comune di Rae, attraverso il Lago Ülemiste.
L'isola di Aegna, nella Baia di Tallinn, fa anch'essa parte di questo distretto amministrativo.
Kesklinn ha un'area di 30.6 km² ed una popolazione di 62.486 abitanti (dati del 1º agosto 2017); la densità di popolazione è di 1 970,65 ab./km²
La popolazione del distretto di centro è in maggioranza estone con il 71,7%, seguita da russi (21,6%), ucraini (1,7%), finlandesi 0,9%, bielorussi (0,8%), ebrei (0,7%), tartari (0,2%) ed altri (2,4%).

## Luoghi di interesse
È la sede della Città vecchia, Toompea, Patrimonio dell'umanità dell'UNESCO dal 1997. In questo distretto si trova anche il grande e moderno porto passeggeri di Tallinn e il centro degli affari del porto, incluso un nuovo complesso di alte e moderne costruzioni su Liivalaia Street, così come Tartu Road and Maakri Street.
La maggior parte delle attrazioni turistiche economiche e politiche sono a Kesklinn. Queste includono il Duomo o Cattedrale di Toompea, il castello di Toompea, sede del parlamento estone, la sede del governo estone presso casa Stenbock, il Municipio medioevale, il Teatro dell'Opera estone, il teatro di prosa estone e russa, la Biblioteca nazionale, gli stadi di Kadrioru e Kalevi, ed un considerevole numero di musei (tra cui quello di storia estone, il museo Kumu ed il Museo dell'occupazione), agenzie teatrali e uffici governativi e l'Università di Tallinn.
In questo distretto vi si trovano gli alloggi con i prezzi più costosi dell'Estonia. Mentre la popolazione della città e della nazione tende a diminuire dal ripristino dell'indipendenza, (in quanto molti russi, immigrati nel dopoguerra, tendono a rimpatriare), la popolazione di Kesklinn è aumentata. Uno dei motivi trainanti dell'economia è dato dal turismo proveniente da Helsinki, che distante solo 75 km, ed è collegata a Tallinn, con un'ora di viaggio, rapidi ferry boats, dalla Gran Bretagna e dalla Russia.
Oltre la Città vecchia, ci sono altri numerosi siti turistici ed artistici, incluso palazzo Kadriorg, nel parco di Kadriorg, un edificio barocco che fu costruito nel XVIII secolo da Pietro I di Russia, durante la dominazione dell'Impero russo. Sempre in questo distretto si trova anche il nuovo quartiere Rotermanni, e quelli di Tatari e Kassisaba. In questa parte della città hanno sede 42 parchi, incluso (di Kadriorg, Toompark, Hirvepark, ed il parco di Tammsaare). La costa di Kesklinn, sul golfo, va dal Linnahall al memoriale di Maarjamäe.
Kesklinn è formato da 21 quartieri (in estone: asum): Aegna, Juhkentali, Kadriorg, Kassisaba, Keldrimäe, Kitseküla, Kompassi, Luite, Maakri, Mõigu, Raua, Sadama, Sibulaküla, Südalinn, Tatari, Tõnismäe, Torupilli, Ülemistejärve, Uus Maailm, Vanalinn e Veerenni.